# Parvoscincus aurorus
Parvoscincus aurorus — вид сцинкоподібних ящірок родини сцинкових (Scincidae). Ендемік Філіппін.

## Поширення і екологія
Parvoscincus aurorus мешкають в горах Сьєрра-Мадре на острові Лусон, в муніципалітетах Маріа-Аурора і Сан-Луїс у провінції Аурора. Вони живуть у вологих тропічних лісах, серед опалого листя і повалених дерев.